# Antoine Wesley
* solo in precampionato e/o in squadra di allenamento
Antoine Wesley (Las Vegas, 22 ottobre 1997) è un giocatore di football americano statunitense che milita nel ruolo di wide receiver nella National Football League (NFL) e che dal 2023 è free agent. Al college ha giocato per la Texas Tech University.

## Carriera universitaria
Wesley, originario di Las Vegas in Nevada, cominciò a giocare a football nella Byron P. Steele II High School in Cibolo, Texas. Andò quindi a giocare college football dal 2016 al 2018 alla Texas Tech University con i Red Raiders impegnati nella Big 12 Conference (Big-12) della Divisione I della Football Bowl Subdivision (FBS) della NCAA.
Dopo che nelle sue due prime stagioni con i Red Raiders Wesley ebbe prestazioni non particolarmente di primo piano, collezionando complessivamente solo 10 ricezioni per 137 yard, nel 2018 si mise in evidenza con 88 ricezioni per 1.410 yard e nove touchdown, venendo nominato sia nel First-Team della Big-12 che in quello All-American votato dalla FWAA (Football Writers Association of America). Nel corso della stagione inoltre fissò il record del college per yard ricevute in una singola gara, con 261 contro Houston. Al termine della stagione Wesley annunciò di rinunciare al suo ultimo anno di eleggibilità al college per passare tra i professionisti.
Premi e riconoscimenti
- FWAA First-Team All-American (2018)
- First-Team All-Big-12 (2018)

Statistiche al college
| Stagione | Stagione   | Stagione   | Stagione   | Stagione | Stagione | Ricezioni | Ricezioni | Ricezioni | Ricezioni | Ricezioni |
| Anno     | Squadra    | Campionato | Conference | P        | PT       | Ric       | Yard      | Media     | Max       | TD        |
| -------- | ---------- | ---------- | ---------- | -------- | -------- | --------- | --------- | --------- | --------- | --------- |
| 2016     | Texas Tech | FBS Div. I | Big-12     | 4        | 1        | 0         | 0         | 0,0       | 0         | 0         |
| 2017     | Texas Tech | FBS Div. I | Big-12     | 12       | 0        | 10        | 137       | 13,7      | 35        | 0         |
| 2018     | Texas Tech | FBS Div. I | Big-12     | 12       | 12       | 88        | 1.410     | 16,0      | 66        | 9         |
| Totale   | Totale     | Totale     | Totale     | 28       | 13       | 98        | 1.547     | 15,8      | 66        | 9         |

Fonte: Football Database

## Carriera professionistica

### Baltimore Ravens
Wesley non fu selezionato nel corso del Draft NFL 2019 e il 3 maggio 2019 firmò da undrafted free agent con i Baltimore Ravens. Al termine del periodo di preparazione alla nuova stagione Wesley non rientrò nel roster attivo dei Ravens e fu svincolato il 31 agosto 2019 per poi essere aggiunto alla squadra di allenamento il giorno successivo, dove passò l'intera sua stagione da rookie.
Il 13 gennaio 2020 firmò da riserva/contratto futuro con i Ravens. Il 22 agosto 2020 Wesley si infortunò ad una spalla e fu inserito nella lista riserve/infortunati, concludendo anzitempo la sua seconda stagione. Al termine della stagione i Ravens non rinnovarono il contratto a Wesley che diventò free agent.

### Arizona Cardinals
Il 21 maggio 2021 Wesley firmò un contratto annuale con gli Arizona Cardinals. All'inizio della stagione 2021 fu nominato quinto wide receiver della squadra ma con l'assenza per infortunio del titolare DeAndre Hopkins fu maggiormente utilizzato. Nella gara di settimana 16, la sconfitta 22-16 subita contro gli Indianapolis Colts, segnò il suo primo touchdown in carriera su passaggio di 24 yard di Kyler Murray. Nella gara successiva, la vittoria 25-22 sui Dallas Cowboys, Wesley fece quattro ricezioni per 30 yard e due touchdown.. Terminò la stagione con 15 presenze, di cui 4 come titolare, con 19 ricezioni per 208 yard e tre touchdown. Wesley esordì anche nei play-off giocandò la gara del Divisional round contro i Los Angeles Rams, persa per 34-11, dove segnò una conversione da due punti.
Il 7 aprile 2022 Wesley rifirmò per un altro anno con i Cardinals.
Il 1º settembre 2022 fu spostato nella lista riserve/infortunati per un infortunio al quadricipite che inizialmente sembrava l'avrebbe tenuto fermo qualche settimana ma che invece si rivelò poi più grave e gli fece saltare l'intera stagione 2022.
Il 16 marzo 2023 i Cardinals annunciarono che non avrebbero rinnovato il contratto a Wesley che così divenne free agent.

### Las Vegas Raiders
Il 25 luglio 2023 Wesley fu dichiarato medicalmente guarito dall'infortunio al quadricipite e quindi idoneo per tornare a giocare a football.
Dopo una serie di provini con varie squadre, come i Cardinals e i Lions, il 30 agosto 2023 Wesley firmò per la squadra di allenamento dei Las Vegas Raiders. Fu svincolato sei giorni dopo.

## Statistiche

### Stagione regolare
| Stagione | Stagione | Stagione | Stagione | Ricezioni                 | Ricezioni                 | Ricezioni                 | Ricezioni                 | Ricezioni                 |
| Anno     | Squadra  | P        | PT       | Ricezioni                 | Ricezioni                 | Ricezioni                 | Ricezioni                 | Ricezioni                 |
| Anno     | Squadra  | P        | PT       | Ric                       | Yard                      | Media                     | Max                       | TD                        |
| -------- | -------- | -------- | -------- | ------------------------- | ------------------------- | ------------------------- | ------------------------- | ------------------------- |
| 2019     | BAL      | 0        | 0        | in squadra di allenamento | in squadra di allenamento | in squadra di allenamento | in squadra di allenamento | in squadra di allenamento |
| 2020     | BAL      | 0        | 0        | infortunato               | infortunato               | infortunato               | infortunato               | infortunato               |
| 2021     | ARI      | 15       | 4        | 19                        | 208                       | 13,9                      | 33                        | 3                         |
| 2022     | ARI      | 0        | 0        | infortunato               | infortunato               | infortunato               | infortunato               | infortunato               |
| Totale   | Totale   | 15       | 4        | 19                        | 208                       | 13,9                      | 33                        | 3                         |

### Play-off
| Stagione | Stagione | Stagione | Stagione | Ricezioni | Ricezioni | Ricezioni | Ricezioni | Ricezioni |
| Anno     | Squadra  | P        | PT       | Ricezioni | Ricezioni | Ricezioni | Ricezioni | Ricezioni |
| Anno     | Squadra  | P        | PT       | Ric       | Yard      | Media     | Max       | TD        |
| -------- | -------- | -------- | -------- | --------- | --------- | --------- | --------- | --------- |
| 2021     | ARI      | 1        | 1        | 0         | 0         | 0,0       | 0         | 0         |
| Totale   | Totale   | 1        | 1        | 0         | 0         | 0,0       | 0         | 0         |

Fonte: Football Database